# Kōichi Nakano
Kōichi Nakano (jap. 中野 浩一, Nakano Kōichi; * 14. November 1955 in Kurume, Präfektur Fukuoka) ist ein ehemaliger japanischer Bahnradsportler und zehnfacher Weltmeister.
Kōichi Nakano begann in Japan als professioneller Keirin-Fahrer, wo er schon als erfolgreichster Fahrer in dieser Sportart galt: Bei rund 1200 Starts konnte er 600 Siege erringen. Dabei soll er rund zehn Millionen Dollar verdient haben.*
Im Sprint suchte Nakano eine neue Herausforderung auf internationaler Bühne. 1977 gewann er erstmals die Weltmeisterschaft im Sprint der Profis Disziplin. Diesen Titel konnte er bis 1986 neunmal in Folge verteidigen und gilt damit als bisher erfolgreichster Sprinter. 1981 siegte er im Grand Prix Kopenhagen.
Durch Nakano wurde Keirin international bekannt, 1980 als Weltmeisterschaftsdisziplin eingeführt und wird seit 2000 auch bei Olympischen Spielen ausgetragen. Er selbst startete 1990 vor heimischem Publikum bei einer UCI-Weltmeisterschaft im Keirin sowie 1991, konnte aber keine Medaille erringen. Bei den Olympischen Spielen 2000 in Sydney, wo Keirin erstmals Teil des olympischen Programms war, fungierte er als Schrittmacher.
Nach dem Ende seiner aktiven Radsportlaufbahn arbeitete Nakano als Sportkommentator für das japanische Fernsehen.

## Erfolge
1977
- Weltmeister – Sprint

1978
- Weltmeister – Sprint

1979
- Weltmeister – Sprint

1980
- Weltmeister – Sprint

1981
- Weltmeister – Sprint

1982
- Weltmeister – Sprint

1983
- Weltmeister – Sprint

1984
- Weltmeister – Sprint

1985
- Weltmeister – Sprint

1986
- Weltmeister – Sprint